# Gondofare IV Sases
Sases (noto anche come Gondofare IV Sases; Kharoshthi: 𐨒𐨂𐨡𐨂𐨥𐨪 𐨯𐨯 Gu-du-pha-ra Sa-sa, Guduphara Sasa; fl. I secolo) è stato un re indo-parto che regnò nelle zone nord-occidentali dell'India, nell'odierno Pakistan. 
È noto solo dalle monete e governò per almeno 26 anni durante la metà del I secolo d.C.

## Storia
Sembra che Sases sia succeduto ad Abdagase I nel Sindh e nel Gandhara e che a un certo punto del suo regno abbia assunto il nome/titolo di Gondofare, che era detenuto dai supremi governanti indo-partici. Le sue monete mostrano la divinità greca Zeus, che forma un segno di benedizione, incorporando il simbolo buddista della triratna.
Con le moderne datazioni fornite da Robert Senior, Gondofare IV è un probabile candidato per diversi possibili riferimenti storici ai re indo-partici del I secolo d.C. Tradizionalmente si ritiene che questi riferimenti riguardino Gondofare I, in quanto gli studiosi precedenti non si erano resi conto che "Gondofare" era diventato un titolo dopo la morte di questo re, proprio come il nome del primo imperatore, Augusto, nell'Impero Romano, era stato usato da tutti gli imperatori successivi come titolo. 

## Identificazione con Fraorte
È stato anche suggerito che un Gondofare potrebbe essere identico a Fraote, un re indo-parto di lingua greca della città di Taxila, incontrato dal filosofo greco Apollonio di Tiana intorno al 46 d.C., secondo la Vita di Apollonio Tiana scritta da Filostrato. Il Gondofare che corrisponde a questa data è Gondofare IV Sases. 
(Vita di Apollonio di Tiana, II, 31)
.
Come per gli Atti di Tommaso, che documenterebbero la visita del santo alla corte di Gondofare I, si dubita che il racconto di Filostrato sia veritiero e la maggior parte degli studiosi vede in Froate un nome di fantasia utilizzato da Filostrato in quella che è un'occasione per mettere in pratica la sua formazione di sofista.